# Zavrelimyia nubila
Zavrelimyia nubila är en tvåvingeart som först beskrevs av Johann Wilhelm Meigen 1830.  Zavrelimyia nubila ingår i släktet Zavrelimyia och familjen fjädermyggor. Det är osäkert om arten förekommer i Sverige. Inga underarter finns listade i Catalogue of Life.